# Puebla de Vícar
A Puebla de Vícar é uma localidade espanhola pertencente ao município de Vícar, na província de Almeria, comunidade autónoma de Andaluzia. Está situada na parte oriental da comarca do Poente Almeriense. Encontra-se situada a uma altitude de 78 metros e a uns 22 quilómetros da capital de província, Almeria.

## Geografia
A localidade de Puebla de Vícar encontra-se próxima ao mar Mediterrâneo, limita ao norte com a Serra de Gádor, ao sul com o termo municipal de Roquetas de Mar, ao este com El Parador e Aguadulce; e ao oeste com La Venda del Viso.
Puebla de Vícarr (com 5.082 habitantes e onde se encontra a sede administrativa municipal do município) junto com La Gangosa (com quase 10.000 habitantes) conformam quase as duas terceiras partes da população de Vícar que ascende a 24.233 habitantes segundo o INE em 2013.
Cabe destacar também a Villa de Vícar (chamada Vícar Pueblo), destacada por ser um assentamento típico da Alpujarra, pela sua história, e por manter a capitalidade do município e La Envia Golfe, zona turística do município, que conta com campo de golfe e o primeiro hotel-balneário de 5 estrelas da província de Almeria.

## Educação
A localidade de Puebla de Vícar conta com o instituto de educação segundaria plurilíngue inglês e francês, de formação profissional presidencial no que se dispõe de educação para adultos IES La puebla na rua Platón e o centro de educação infantil e primária Virgen de la Paz na rua Escolas S/N.

## Transportes
Quanto à rede de estradas a localidade conta com um fácil acesso à autovia do Mediterrâneo (A-7) situada ao norte a que comunica Puebla de Vícar com o resto e a província. Cabe destacar também a N-340a que atravessa a localidade comunicando pelo oeste com El Ejido e pelo este com a capital passando pela La Gangosa e Aguadulce entre outras. Ademais, a localidade encontra-se 25 km do Aeroporto de Almeria, a 15 km do porto da capital e a 16 km da Estação de caminho-de-ferro de Almeria.